# オフロキサシン
オフロキサシン（Ofloxacin）は、第2世代ニューキノロン系の合成抗菌薬である。錠剤のほか、点眼液、眼軟膏、点耳液がある。
1980年頃に第一製薬が初めて合成し、1985年4月に日本で製品名「タリビッド」として、1990年12月に米国で承認された。
オフロキサシンはラセミ体であり、薬理学的活性体であるレボフロキサシンを50%とその鏡像異性体であるデキストロフロキサシンを50%含んでいる。
オフロキサシンの副作用として、腱障害（腱断裂を含む）や末梢神経炎（時に不可逆性）が知られている。腱障害は治療終了後長期間経ってから生じ、生涯にわたる障害が残る可能性もある。
WHO必須医薬品モデル・リストに収載されている。

## 効能・効果
日本で承認されている適応症は、
- 表在性皮膚感染症、深在性皮膚感染症、リンパ管・リンパ節炎、慢性膿皮症、外傷・熱傷および手術創などの二次感染、乳腺炎、肛門周囲膿瘍、
- 咽頭・喉頭炎、扁桃炎、急性気管支炎、肺炎、慢性呼吸器病変の二次感染、
- 膀胱炎、腎盂腎炎、前立腺炎（急性症、慢性症）、精巣上体炎（副睾丸炎）、尿道炎、
- 胆嚢炎、胆管炎、感染性腸炎、腸チフス、パラチフス、
- 子宮頸管炎、バルトリン腺炎、子宮内感染、子宮付属器炎、
- 涙嚢炎、麦粒腫、瞼板腺炎、角膜炎（角膜潰瘍を含む）、眼瞼炎眼製剤のみ、結膜炎眼製剤のみ、眼科周術期の無菌化療法眼製剤のみ、
- 外耳炎点耳液のみ、中耳炎、副鼻腔炎、歯周組織炎、歯冠周囲炎、顎炎、
- ハンセン病

である。（眼製剤：点眼液・眼軟膏） 錠剤のみに承認を有する疾患は特記しない。
米国では、下記の疾患について承認されている。
- 慢性閉塞性肺疾患患者の急性感染症
- 市中肺炎
- 合併症のない皮膚・皮膚構造感染症
- 非淋菌性尿道炎と子宮頸管炎（英語版）
- 尿道および子宮頸部の混合感染症
- 急性骨盤腹膜炎
- 単純性尿路感染症
- 複雑性尿路感染症
- 前立腺炎
- 急性単純性尿路・子宮頸部淋菌感染症

オフロキサシンは梅毒には無効である。多用されて薬剤耐性がついたため、淋病への第一選択薬ではない。

### 感性菌種
オフロキサシンに感性の下記の菌種に対して使用可能である。
グラム陽性菌
- ブドウ球菌属
- レンサ球菌属
- 肺炎球菌
- 腸球菌属
- 癩菌（らいきん）
- ペプトストレプトコッカス属
- ミクロコッカス属（眼のみ）
- コリネバクテリウム属（眼のみ）
- アクネ菌<（眼のみ）

グラム陰性菌
- 淋菌
- 大腸菌
- 赤痢菌
- チフス菌
- パラチフス菌
- シトロバクター属
- 肺炎桿菌
- エンテロバクター属
- セラチア属
- プロテウス属
- モルガネラ・モルガニー
- プロビデンシア属
- インフルエンザ菌
- 緑膿菌
- アシネトバクター属
- カンピロバクター属
- クラミジア・トラコマチス
- モラクセラ属（眼のみ）
- クレブシエラ属（眼のみ）
- ヘモフィルス・エジプチウス（眼のみ）
- シュードモナス属（眼のみ）
- バークホルデリア・セパシア（眼のみ）
- ステノトロホモナス・マルトフィリア（眼のみ）

## 禁忌
製剤成分に過敏症を持つ患者のほか、内服薬では動物実験（幼若犬、幼若ラット）で関節異常が認められたため、妊婦または妊娠している可能性のある婦人ならびに小児等には禁忌とされている。
前項でも述べた通り、一部の性病では薬剤耐性菌が増加しており、オフロキサシンは禁忌とされている。
肝疾患を有する患者が使用する際には注意が要る。重度の肝機能障害（肝硬変（腹水の有無にかかわらない）等）ではオフロキサシンの排泄が遅延する。オフロキサシンの主な排泄経路は腎臓であるので、重度の腎機能障害を有する患者では減量等を考慮すべきである。腎機能正常の場合は血中濃度の半減期t1/2=4.5時間、中等度障害でt1/2=5.3時間、重度障害でt1/2=12.6時間である。精神病やてんかんなどの痙攣性疾患を有する患者の場合も注意が必要である。

### 妊産婦
主な参考資料は[]。
オフロキサシンは妊娠ラット対する超高用量（810mg/kg/日：mg/m2換算でヒトへの推奨最高投与量の11倍、mg/kg換算で50倍）あるいはウサギに対する高用量（ 160 mg/kg/日：推奨最高量の4倍または10倍）でも催奇性を示さない。またラットに360mg/kg/日（最高用量の5倍または23倍）経口投与した研究でも、後期胚、分娩、授乳や、新生児の状態や成長には異常は見られなかった。しかし、50倍（ラット）と10倍（ウサギ）の投与量で胎児毒性（胎児体重減少、胎児死亡率増加）が見られた研究もある。810mg/kg/日（ラット）で骨格の非定型が報告されている。ヒトの妊婦を対象とした管理された臨床試験は実施された事がない。オフロキサシンを妊婦に服用させる際には、有益性が有害性を上回る場合にのみ留めるべきである。

### 小児（LVFX）
筋骨格系の副作用が起こるので小児への全身投与は承認されていない。ある研究では、3つの臨床試験に参加した計1,534名の若年患者（6-16歳）を治療終了後12ヶ月まで追跡調査したところ、レボフロキサシン（LVFX）を投与したこれらの患者での12ヶ月間の筋骨格系有害事象の累積発現率は3.2%で、他の抗生物質を使用した893名の1.8%よりも高い発生率であった。LVFX投与群ではこれら筋骨格系の有害事象の2⁄3は最初の60日以内に発生しており、86%は軽度、17%は中等度で、全て長期間の後遺症なく回復した。
712名の小児でLVFXとアジスロマイシンまたはセフトリアキソンの市中肺炎への有効性を比較した臨床試験の結果、LVFX群で6%の有害事象が発生し、比較群では4%であった。これらの有害事象のほとんどはLVFXとの因果関係は“無し”か“疑わしい”であった。LVFX群で2名が死亡したが、治療関連死とは考えられなかった。米国食品医薬品局（FDA）への自発報告システムには、2011年9月20日の時点で筋骨格系有害事象が39件（筋断裂5件を含む）、中枢神経系有害事象が19件（5件の痙攣を含む）報告されていた。特に2005年4月から2008年3月に掛けて報告の頻度が高かった。同期間内には11万2千名の小児患者にLVFXが処方されたと推測される。

## 副作用
錠剤の添付文書に記載されている重大な副作用は、
- ショック、アナフィラキシー、過敏性血管炎、
- 中毒性表皮壊死融解症（Toxic Epidermal Necrolysis：TEN）、皮膚粘膜眼症候群（Stevens-Johnson症候群）、
- QT延長、心室頻拍（Torsades de pointesを含む）、
- 急性腎不全、間質性腎炎、
- 劇症肝炎、肝機能障害、黄疸、
- 無顆粒球症、汎血球減少症、血小板減少、溶血性貧血、
- 間質性肺炎、好酸球性肺炎、
- 偽膜性大腸炎などの血便を伴う重篤な大腸炎、
- 横紋筋融解症（急激な腎機能悪化を伴う事がある）、
- 低血糖、
- アキレス腱炎、腱断裂などの腱障害、
- 痙攣、錯乱・せん妄・抑うつなどの精神症状、
- 重症筋無力症の悪化

である。点眼液と眼軟膏には、これらの内、ショックとアナフィラキシーのみが記載されている。点耳液には重大な副作用は設定されていない。
頻度の多い副作用は、
- 消化器症状2.4%―腹痛、下痢、嘔気、食欲不振等
- 精神神経系症状0.7%―不眠、眩暈等
- 過敏症状0.5%―発疹、瘙痒等

である。
一般に、ニューキノロン系抗生物質（FQ）の忍容性は高く、ほとんどの副作用は軽度か中等度であるが、時折重篤な副作用が発生する。
ニューキノロン系抗生物質で治療された患者の全般副作用発現率は他の系統の抗生物質を用いた場合の発現率と概ね同程度である。米国の疾病予防管理センター（CDC）の研究では、ニューキノロン系の副作用はセファロスポリン系やマクロライド系の抗生物質の副作用よりも重篤性が高く、救急科に掛かる割合が多いが、ペニシリン系、クリンダマイシン系、スルホンアミド系、バンコマイシンよりは低く少ないとされた。
製造販売後調査であらゆるFQについて多くの種類の稀で重篤な副作用の事例が収集された。これらの内、腱障害と神経系疾患である重症筋無力症の症状増悪の2点が米国向け添付文書の黒枠警告に記載された。ニューキノロン系で見られる重篤腱障害のほとんどは「腱断裂」で、その内のほとんどは「アキレス腱断裂」であった。若い患者ほど回復が早く、高齢の患者では永続的に障害が残る症例があった。シプロフロキサシンまたはレボフロキサシンに関連するアキレス腱断裂の全般的な発生頻度は、10万治療中17治療である。発生の危険性は、高齢、ステロイド系抗炎症薬の局所または全身投与、で増加する。ニューキノロン系関連腱断裂のほぼ1⁄3でステロイド系抗炎症薬が併用されていた。腱障害はFQ投与終了後1年間が経過するまでは発生し得る。
FQは電位駆動型カリウムチャネルを遮断してQT延長を惹起させる。QT延長は命を脅かすトルサード・ド・ポワントの原因となるが、最も頻繁に用いられるシプロフロキサシンとレボフロキサシンではQT延長が最小限に抑えられている。
Clostridium difficile が原因で発生する下痢（偽膜性大腸炎）は、色々な抗生物質、特にスペクトルが広域なクリンダマイシン、セファロスポリン系、ニューキノロン系で多く見られる。ニューキノロン系の偽膜性大腸炎リスクは、広域セファロスポリンと同等か、低い。FQを服用すると特に有害なクロストリジウム属が定着、繁殖し易くなる。
米国の添付文書では、時に末梢神経炎が後遺症を残す事があると記載されている。他の精神神経系症状として、不眠、不穏、稀に痙攣、精神病が起こるとされる。稀な精神神経系症状は他にもあるが、研究により異なる。
過量投与時に急性症状を呈することはほとんどないが、腎不全や痙攣発作が起こり得る。小児や高齢者は感受性が高く、治療域の使用量でも副作用の発生率は高い。

### 相互作用
オフロキサシンや一部のニューキノロンは薬物代謝酵素を阻害するので、シクロスポリンやテオフィリン、ワルファリンなどの薬剤の血中濃度が上昇する。その結果、これらの薬剤による副作用リスクが増大する。
オフロキサシン等をスルホニルウレア系の抗糖尿病薬と併用する場合には、血糖値を慎重に確認することが勧められる。
非ステロイド系抗炎症薬を（ニュー/オールド）キノロン系抗生物質と併用するは、中枢神経刺激が増加して痙攣発作が起こり易くなる。
ニューキノロンはアセノクマロール、アニシンジオン、ジクマロールの抗凝固活性を増加させる。さらに、ジヒドロキニジン、バルビツール酸系睡眠薬、キニジンなどの心血管リスクや不整脈リスクを増加させる。
ステロイド系抗炎症薬を同時にまたは過去に使用していると、特に高齢者で、ニューキノロン服薬時のアキレス腱断裂のリスクが上昇する。

## 過量投与
オフロキサシンを過量投与した場合の情報は限られている。現状で推奨される手当は、胃洗浄と水分補給である。血液透析や腹膜透析は効果が薄い。過量投与で中枢神経毒性、心血管毒性、腱・関節毒性、肝毒性、腎毒性、痙攣が見られるとの報告がある。また、オフロキサシン常用量でも重篤な精神病症状が発現したとの報告もある。

## 薬物動態
錠剤の場合、オフロキサシンの生物学的利用能は約98%である。服用の1〜2時間後に血中濃度が最高になり、半減期は4〜5時間である。ただし、高齢者では6.4〜7.4時間に延長する。65〜80%が未変化体のまま腎臓から排泄される。肝臓（胆嚢）からも4〜8%が排泄される。

### 代謝
200mgと300mgを繰り返し投与して定常状態に達した時、最高血中濃度はそれぞれ2.2µg/mLと3.6µg/mLである。in vitro では、オフロキサシン分子の約32%が血漿蛋白質と結合している。体組織に広範囲に分布し、水疱液、子宮頸部、肺組織、卵巣、前立腺液、前立腺組織、皮膚、喀痰からも検出される。ピリドベンザキソジン環がある事で、母化合物よりも代謝され難い。脱メチル体またはN-オキシド体は尿中排泄の5%未満、糞中排泄の4〜8%である。
内因性の多くの化合物がオフロキサシンで阻害、機能変化、枯渇される。

## 作用機序
オフロキサシンは広域スペクトル抗生物質であり、グラム陽性菌とグラム陰性菌の両方に有効である。ほとんどの原核生物、特に細菌で必須のII型トポイソメラーゼ（トポイソメラーゼIV）であるDNAジャイレースを阻害してDNAの複製を妨げ、細菌の分裂増殖を妨害する。

## 用法・用量
英語版の添付文書ではオフロキサシンの投与量は感染症毎に細かく定められている。腎機能障害または肝機能障害がある場合には、血中濃度が上がり過ぎて致死的な事象が発生しない様に注意しなければならない。オフロキサシンは主に腎臓から排泄されるが、一部は代謝され、一部は肝臓から排泄される。腎・肝機能障害がある場合、特に重症腎機能障害がある場合には、用量調節が必須である。腎臓が主な排泄経路であるので、腎機能障害の方が肝機能障害よりも影響が大きい。服用期間は疾病の治療上必要な最小限の期間とされており、多くの場合7〜14日間である。

## 抗生物質の乱用と薬物耐性菌の出現
オフロキサシンや他のフルオロキノロンに対する耐性は、通常の治療期間中にも速やかに形成される。黄色ブドウ球菌、腸球菌、化膿連鎖球菌など、多数の病原体について全世界で耐性が出現していることが知られている。
フルオロキノロンは2002年時点では米国内で成人に最も多く処方される抗生物質であった。医療研究・品質調査機構の調査に拠れば、処方箋の42%が米国食品医薬品局に承認されていない疾患に処方されていた。細菌感染症であると確認される前に（ウイルス感染症などに）処方される事も多々あるが、効果は保証されていない。

## 開発の経緯
オフロキサシンは、最初のキノロン系抗生物質であるノルフロキサシンに次ぐ広域抗生物質として1980年代前半に開発された。1985年4月に日本で錠剤が承認され、点眼液・眼軟膏は1987年6月に、点耳液は1992年3月に承認を受けた。米国では1990年12月に承認された。海外では上記の他に内用液、注射液、原虫感染症治療薬オルニダゾールとの合剤がある。